# Négyzetes közép
A matematika területén a négyzetes közép egy változó mennyiség nagyságának statisztikai mérőszáma. Különösen hasznos, ha a mennyiség értékei pozitívak és negatívak is lehetnek, mint például hullámok esetén.
Kiszámítható diszkrét értékek sorozatára és folytonosan változó függvény esetén is. Ez egy hatványközép {\displaystyle t=2} hatvánnyal.

## A négyzetes közép kiszámítása
Az {\displaystyle N} darab értéket jelölje {\displaystyle \{x_{1},x_{2},\dots ,x_{N}\}}. Ekkor ezeknek a számoknak a négyzetes közepe
{\displaystyle x_{\mathrm {n} }={\sqrt {{1 \over N}\sum _{i=1}^{N}x_{i}^{2}}}={\sqrt {{x_{1}^{2}+x_{2}^{2}+\cdots +x_{N}^{2}} \over N}}}
a képlet folytonos {\displaystyle f(t)} függvény esetén a {\displaystyle T_{1}\leq t\leq T_{2}} intervallumon értelmezett. Periodikus függvény esetén ugyanezt az értéket kapjuk, ha a teljes periódusra integrálunk:
{\displaystyle f_{\mathrm {n} }={\sqrt {{1 \over {T_{2}-T_{1}}}{\int _{T_{1}}^{T_{2}}{[f(t)]}^{2}\,dt}}}}
Folytonos függvény négyzetes közepe közelíthető egyenlő távolságra vett értékeinek négyzetes közepével. Cartwright megmutatta, hogy több hullámforma esetén integrál nélkül is számítható.
A négyzetes közép geometriai jelentése az oldalméretekkel adott négyzetek alapján az átlagos területű négyzet oldalának kiszámítása. A négyzetgyökvonás miatt második abszolút momentumnak nevezik. A harmadik hatványközepet harmadik abszolút momentumnak, és így tovább. Fizikai jelentése: az egyenáram erőssége, ha egy ellenállásban nyelődik el a feszültség. Véletlen folyamatok esetén a várható érték helyett a tapasztalati várható értéket használják.

### Közönséges hullámformák

Szinuszos hullám, négyszögjel, háromszögjel és fűrészfogjel

Ha a hullám tiszta szinuszos hullám, akkor az amplitúdó és a négyzetes kapcsolat ismert, ahogy folytonos periodikus hullámokra. Ez azonban nem igaz az összes függvényre. Például a zéró közepű szinuszhullám esetén a négyzetes közép (RMS angol: root mean square) és a csúcs-csúcs amplitúdó kapcsolata:
{\displaystyle RMS_{\text{Total}}={\sqrt {RMS_{1}^{2}+RMS_{2}^{2}+\cdots +RMS_{n}^{2}}}}
Csúcs-csúcs amplitúdó {\displaystyle =2{\sqrt {2}}\times {RMS}\approx 2.8\times {RMS}.}
Más hullámformákra más összefüggések teljesülnek.
| Hullámforma                       | Egyenlet | RMS                                             |
| --------------------------------- | --- | ----------------------------------------------- |
| Egyenáram, konstans               | {\displaystyle y=A_{0}\,} | {\displaystyle A_{0}\,}                         |
| Szinuszhullám                     | {\displaystyle y=A_{1}\sin(2\pi ft)\,} | {\displaystyle {\frac {A_{1}}{\sqrt {2}}}}      |
| Négyszögjel                       | {\displaystyle y={\begin{cases}A_{1}&\operatorname {frac} (ft)<0.5\\-A_{1}&\operatorname {frac} (ft)>0.5\end{cases}}}                                                                               | {\displaystyle A_{1}\,}                         |
| Egyenárammal eltolt négyszögjel   | {\displaystyle y=A_{0}+{\begin{cases}A_{1}&\operatorname {frac} (ft)<0.5\\-A_{1}&\operatorname {frac} (ft)>0.5\end{cases}}}                                                                         | {\displaystyle {\sqrt {A_{0}^{2}+A_{1}^{2}}}\,} |
| Inverter-módosított szinuszhullám | {\displaystyle y={\begin{cases}0&\operatorname {frac} (ft)<0.25\\A_{1}&0.25<\operatorname {frac} (ft)<0.5\\0&0.5<\operatorname {frac} (ft)<0.75\\-A_{1}&\operatorname {frac} (ft)>0.75\end{cases}}} | {\displaystyle {\frac {A_{1}}{\sqrt {2}}}}      |
| Háromszögjel                      | {\displaystyle y=\left\|2A_{1}\operatorname {frac} (ft)-A_{1}\right\|} | {\displaystyle A_{1} \over {\sqrt {3}}}         |
| Fűrészfogjel                      | {\displaystyle y=2A_{1}\operatorname {frac} (ft)-A_{1}\,} | {\displaystyle A_{1} \over {\sqrt {3}}}         |
| Pulzusjel                         | {\displaystyle y={\begin{cases}A_{1}&\operatorname {frac} (ft)<D\\0&\operatorname {frac} (ft)>D\end{cases}}}                                                                                        | {\displaystyle A_{1}{\sqrt {D}}}                |
| Fázis-fázis feszültség            | {\displaystyle y=A_{1}\sin(t)-A_{1}\sin \left(t-{\frac {2\pi }{3}}\right)\,} | {\displaystyle A_{1}{\sqrt {\frac {3}{2}}}}     |

Ahol {\displaystyle t} idő, {\displaystyle f} frekvencia, {\displaystyle A_{i}} amplitúdó, {\displaystyle D} az aktív ciklusidő vagy a feszültség alatt töltött idő aránya a ciklus teljes időtartamához viszonyítva, és {\displaystyle \operatorname {frac} (r)} az {\displaystyle r} törtrésze.

### Hullámforma kombinációk
Ortogonális bázisban felírva a periodikus függvény négyzetes közepe megkapható a bázis elemeinek négyzetes közepéből:
{\displaystyle RMS_{\text{Total}}={\sqrt {{RMS_{1}}^{2}+{RMS_{2}}^{2}+\cdots +{RMS_{n}}^{2}}}}
Az elektronikai és a alkalmazásokban ez különösen fontos.

## Alkalmazások

### Feszültség
Az elektromérnökségben a speciális hullámforma kombinációk négyzetes közepe:
{\displaystyle RMS_{\text{Total}}={\sqrt {{RMS_{\text{DC}}}^{2}+{RMS_{\text{AC}}}^{2}}}}
ahol DC az egyenáramú és AC a váltakozó áramú komponens.

### Átlagos elektromos teljesítmény
A mérnököknek gyakran van szükségük az {\displaystyle R} ellenálláson felhasznált {\displaystyle P} teljesítményre. Ha konstans áramerősség folyik át az ellenálláson, akkor
{\displaystyle P=I^{2}R.}
De ha az áramerősség függ az időtől, amit egy {\displaystyle I(t)} függvény ad meg, akkor a képletnek is figyelembe kell ezt vennie. Ha {\displaystyle I(t)} periodikus, mint a hálózati váltakozó áram, akkor van értelme átlagos teljesítményről beszélni. Ez az átlagos teljesítmény a következőképpen számítható:
| {\displaystyle P_{\text{átl}}\,\!} | {\displaystyle {}=\left\langle I(t)^{2}R\right\rangle \,\!} (ahol {\displaystyle \langle \ldots \rangle } a függvény középértéke) |
|                                    | {\displaystyle {}=R\left\langle I(t)^{2}\right\rangle \,\!} (mivel R konstans, kiemelhető)                                        |
|                                    | {\displaystyle {}=I_{\text{RMS}}^{2}R\,\!} (az RMS definíciója szerint)                                                           |
Így {\displaystyle I(t)} négyzetes közepe, {\displaystyle I_{\text{RMS}}} megfelel annak a konstans áramerősségnek, amelynél ugyanez a feszültség ugyanannyi teljesítményesést okoz.
Az időben változó {\displaystyle V(t)} feszültség esetén hasonlóan lehet kiszámítani az átlagos feszültséget, a {\displaystyle V_{\text{RMS}}} értékkel:
{\displaystyle P_{\text{átl}}={V_{\text{RMS}}^{2} \over R}.}
Ez az egyenlet minden periodikus hullámformára használható, a szinuszhullámra és a fűrészfogjelre is.
Mindkét egyenletből négyzetgyököt vonva és összeszorozva:
{\displaystyle P_{\text{átl}}=V_{\text{RMS}}I_{\text{RMS}}.}
A levezetések azon múltak, hogy mindkét mennyiség arányos, az ellenállás nem tárol teljesítményt.
Abban a gyakori esetben, ha {\displaystyle I(t)} szinuszos váltóáram, a négyzetes közép kiszámítható a fenti folytonos esetből. Ha {\displaystyle I_{\text{max}}} a csúcsáram, akkor
{\displaystyle I_{\text{RMS}}={\sqrt {{1 \over {T_{2}-T_{1}}}\int _{T_{1}}^{T_{2}}\left[I_{\text{max}}\sin(\omega t)\right]^{2}dt}}\,\!}
ahol {\displaystyle t} az idő és {\displaystyle \omega } a szögfrekvencia ({\displaystyle \omega =2\pi /T}, ahol {\displaystyle T} a teljes periódus).
Mivel {\displaystyle I_{\text{max}}} pozitív konstans:
{\displaystyle I_{\text{RMS}}=I_{\text{max}}{\sqrt {{1 \over {T_{2}-T_{1}}}{\int _{T_{1}}^{T_{2}}{\sin ^{2}(\omega t)}\,dt}}}.}
Trigonometrikus azonosságok felhasználásával:
{\displaystyle {\begin{aligned}I_{\text{RMS}}&=I_{\text{max}}{\sqrt {{1 \over {T_{2}-T_{1}}}{\int _{T_{1}}^{T_{2}}{1-\cos(2\omega t) \over 2}\,dt}}}\\I_{\text{RMS}}&=I_{\text{max}}{\sqrt {{1 \over {T_{2}-T_{1}}}\left[{t \over 2}-{\sin(2\omega t) \over 4\omega }\right]_{T_{1}}^{T_{2}}}}\end{aligned}}}
de mivel a szakasz teljes ciklusok sorozata, a szinuszos tag elhagyható:
{\displaystyle I_{\text{RMS}}=I_{\text{max}}{\sqrt {{1 \over {T_{2}-T_{1}}}\left[{t \over 2}\right]_{T_{1}}^{T_{2}}}}=I_{\text{max}}{\sqrt {{1 \over {T_{2}-T_{1}}}{{T_{2}-T_{1}} \over 2}}}={I_{\text{max}} \over {\sqrt {2}}}.}
Hasonlóan a szinuszos feszültségre a következőt kapjuk:
{\displaystyle V_{\text{RMS}}={V_{\text{max}} \over {\sqrt {2}}}}
ahol {\displaystyle I_{\text{max}}} az áramerősség maximuma, és {\displaystyle V_{\text{max}}} a feszültség maximuma.
A teljesítmény számításában játszott szerepe miatt a váltakozó áramú elektromos feszültségeknél nem a maximális értéket, hanem a négyzetes közepet tüntetik fel. ennek elnevezése: effektív érték (effektív itt azt jelenti, hogy hatásos). Az Egyesült Államokban a feszültség négyzetes középértéke 120 V, Európában 230 V. A maximális feszültség (hivatalos neve: csúcsérték) ezek {\displaystyle {\sqrt {2}}}-szerese, így az az Egyesült Államokban 170 V, Európában 325 V körül van. Ezek a megállapítások a szinuszos hullámformára érvényesek.
A négyzetes közepet általában egy ciklusra számítják, azonban bizonyos alkalmazásokban sok ciklussal számolnak. Például, ha egy 10 amperes áramot napi 12 órában használnak, akkor egynapos ciklusokkal számolnak.
Az audióiparban az átlagos teljesítmény megtévesztő, mert nem számtani középpel, hanem szintén négyzetes középpel számítják. Arányos az ellenálláson mért feszültség vagy az áramerősség négyzetével.

### Sebesség
A gázmolekulák fizikájában a sebességet az átlagsebesség négyzetes közepével számítják. Ideális gázban az RMS sebesség:
{\displaystyle {v_{\text{RMS}}}={\sqrt {3RT \over {M}}}}
ahol {\displaystyle R} az egyetemes gázállandó, 8,314 J/(mol·K), {\displaystyle T} a gáz kelvinben mért hőmérséklete és {\displaystyle M} a gáz moláris tömege kilogrammban. Habár az átlagos sebesség a nulla és az RMS között van, stacionális gázban az átlagsebesség nulla, mivel a fizikában a sebesség vektormennyiség.

### Hiba és szórás
A hiba számításához rendszerint négyzetes közepet használnak, aminek több oka is van. Ha egy várható érték körüli szórást mérnek, akkor előjelesen számítva a hibákat az összeg mindig nulla lenne, ami alkalmatlan a hiba vagy a szórás mérésére. Ennél valamivel jobb lenne, ha előjel nélkül számítanánk az eltéréseket, de ez abszolút értéket vezetne be, ami gyakori esetszétválasztást eredményezne. A négyzetes hiba, illetve eltérés egységesebben számítható, és az az előnye is megvan, hogy a nagyobb eltérést erősebben bünteti.

## Frekvenciatartomány
Parseval tételével a négyzetes közép a frekvenciatartományban is számítható. Legyen a mintavételezett jel {\displaystyle x[n]=x(t=nT)}, ahol {\displaystyle T} a mintavételi periódus. Ekkor
{\displaystyle \sum _{n=1}^{N}{x^{2}[n]}={\frac {1}{N}}\sum _{m=1}^{N}{\bigl |}X[m]{\bigr |}^{2}}
ahol {\displaystyle X[m]=\operatorname {FFT} \{x[n]\}} és {\displaystyle N} a minta és az FFT együtthatók elemszáma.
Ekkor az időtartományban számított RMS megegyezik a frekvenciatartományban számítottal:
{\displaystyle \mathrm {RMS} \{x[n]\}={\sqrt {{\frac {1}{N}}\sum _{n}{x^{2}[n]}}}={\sqrt {{\frac {1}{N^{2}}}\sum _{m}{{\bigl |}X[m]{\bigr |}}^{2}}}={\sqrt {\sum _{m}{\left|{\frac {X[m]}{N}}\right|^{2}}}}.}

## Kapcsolat más statisztikákkal
Ha {\displaystyle {\bar {x}}} a számtani közép, és {\displaystyle \sigma _{x}} a szórás, akkor:
{\displaystyle x_{\mathrm {rms} }^{2}={\overline {x}}^{2}+\sigma _{x}^{2}={\overline {x^{2}}}.}
A fizikában gyakran a szórás jelentésben használják a négyzetes közepet. Ez akkor és csak akkor egyezik meg a négyzetes középpel, ha a középérték nulla. Egy jel négyzetes közepének számításakor csak a váltakozó áram részét használják, a konstans egyenáramú részt elhagyják. A fentiek példát adnak ennek a speciális esetére.

## Fordítás
Ez a szócikk részben vagy egészben  a   Root mean square című angol Wikipédia-szócikk fordításán alapul.  Az eredeti cikk szerkesztőit annak laptörténete sorolja fel. Ez a jelzés csupán a megfogalmazás eredetét és a szerzői jogokat jelzi, nem szolgál a cikkben szereplő információk forrásmegjelöléseként.